# Dely Drexler
Dely Drexler, geboren als Adele Rosalia Epply (* 23. Dezember 1898 in Wien, Österreich-Ungarn; † 29. Januar 1969 ebenda), war eine österreichische Operettensängerin (Sopran) und Schauspielerin.

## Leben
Adele „Dely“ Drexler wurde am 23. Dezember 1898 als Tochter des Friseurs Josef Epply und dessen Ehefrau Magdalena (geb. Fischer) in Wien-Währing geboren. Sie wuchs im Stadtteil Gersthof auf. Ihre jüngere Schwester war die Wasserspringerin Madi Epply. Dely Drexler war zunächst als Bürokraft in einer Gesandtschaft tätig. Bei einem Vorsingen im Urlaub am Traunsee wurde sie entdeckt und begann eine Karriere als Operettensängerin, ohne Gesangs- oder Schauspielunterricht erhalten zu haben. Ihren ersten Erfolg erzielte sie am Carltheater in Wien, später trat sie am Apollo-Theater auf. Danach verließ sie Wien und hatte Engagements an verschiedenen deutschen und österreichischen Bühnen. Erfolgreich war sie insbesondere am Deutschen Theater München und am Gärtnertheater. In München sang sie unter anderem über 380 mal die Wirtin in der Operette Im weißen Rößl. Sie trat auch in mehreren Stücken von Robert Stolz auf, wie die Hauptrolle in Prinzessin Ti-Ti-Pa in Wien und in Venus in Seide am Stadttheater Innsbruck, wo sie 1933 gastierte. Später kehrte sie nach Wien zurück und trat dort unter anderem 1942 an der Exl-Bühne auf. Noch 1952 war sie in der Komödie Das Feuerwerk am Wiener Bürgertheater zu sehen.
Neben ihrer Gesangskarriere wirkte Drexler sporadisch als Filmschauspielerin. 1926 hatte sie in der Operettenverfilmung  Der Rastelbinder in der Rolle der „Suza“ ihren ersten Auftritt. In dem Stummfilm Beethoven (1927) verkörperte sie Beethovens Vertraute Therese Brunsvik. 1953 trat sie noch einmal in dem Spielfilm Ehestreik in Erscheinung.
Sie war seit dem 23. März 1918 mit dem „städtischen Lehrer“ Josef Drexler verheiratet. Die Ehe wurde 1938 geschieden und am 13. September 1956 ein zweites Mal geschlossen.
Dely Drexler starb am 29. Januar 1969 im Alter von 70 Jahren in Wien-Ottakring.

## Filmografie
- 1926: Der Rastelbinder
- 1927: Beethoven (Das Leben des Beethoven)
- 1953: Ehestreik